# Sade (formație)
Sade ([ʃɑːdeɪ]) este o formație engleză de muzică soul, fondată în Londra în 1983. Formația a fost denumită după solista Sade. Stilul lor muzical îmbină elemente de soul, R&B, jazz și soft rock.
Albumul de debut al trupei Sade, Diamond Life, a fost lansat în 1984, clasându-se pe Nr. 2 în UK Album Chart, cu vânzări de peste 1,2 milioane de copii doar în Marea Britanie, și câștigând Premiul Brit pentru cel mai bun album britanic în 1985. Albumul a fost un succes internațional, atingând poziția #1 într-o serie de țări și top 10 în SUA, unde a înregistra vânzări de peste 4 milioane de copii. La sfârșitul anului 1985, Sade a lansat cel de-al doilea album, Promise, care s-a clasat pe poziția Nr.1 atât în Marea Britanie cât și în Statele Unite. Albumul a fost certificat cu dublă platină în UK și cu cvadruplă platină în SUA. În 1986 formația a câștigat Premiul Grammy pentru cel mai bun artist nou. Albumul lor din 2002, Lovers Rock, a câștigat Premiul Grammy pentru cel mai bun album pop vocal. Cel de-al 6-lea album al Sade, Soldier of Love, a fost lansat pe 8 februarie 2010 și s-a poziționat pe #4 în UK și pe #1 în SUA. În 2011, formația a câștigat cel de-al 4-lea său Premiu Grammy pentru ”cea mai bună performanță R&B a unui duo sau grup cu vocal”.
Sade are vânzări certificate de peste 23,5 milioane de unități în SUA conform Recording Industry Association of America (RIAA), și un total de peste 50 de milioane de unități în lumea întreagă. Formația s-a clasat pe locul 50 în lista VH1 "100 greatest artists of all time" (100 cei mai buni artiști ai tuturor timpurilor).

## Membrii formației
- Sade Adu – vocal, versuri, compozitoare
- Stuart Matthewman – chitară, saxofon, compozitor
- Paul Spencer Denman – bas, compozitor
- Andrew Hale – claviatură, compozitor
- Ryan Waters - chitară

## Discografie
- Diamond Life (1984)
- Promise (1985)
- Stronger Than Pride (1988)
- Love Deluxe (1992)
- Lovers Rock (2000)
- Soldier of Love (2010)

## Turnee
- 1984 Tour (1984)
- Promise Tour (1986)
- Stronger Than Pride Tour (1988)
- Love Deluxe World Tour (1993)
- Lovers Rock Tour (2001)
- Sade Live (2011)

## Videografie
- Munich Concert (1984)
- Life Promise Pride Love (1993)
- Live Concert Home Video (1994)
- Lovers Live (2002)
- The Ultimate Collection DVD Videos (2011)
- Bring Me Home Live 2011 (2012)

### Clipuri video
| Diamond Life (1984) - "Your Love is King" – 3:37 (regizat de Jack Semmens) - "Smooth Operator" – 4:17 (regizat de Julien Temple) - "Hang on to Your Love" – 3:58 (regizat de Brian Ward) - "When am I Going to Make a Living" – 3:34 (regizat de Stuart Orme) Promise (1985) - "Never as Good as the First Time" – 3:54 (regizat de Brian Ward) - "The Sweetest Taboo" – 5:02 (regizat de Brian Ward) - "Is it a Crime" – 7:02 (regizat de Brian Ward) Stronger Than Pride (1988) - "Paradise" – 3:37 (regizat de Alex McDowell) - "Nothing Can Come Between Us" – 3:51 (regizat de Sophie Muller) - "Turn My Back on You" – 4:08 (regizat de Sophie Muller) - "Love is Stronger Than Pride" (regizat de Sophie Muller) | Love Deluxe (1992) - "No Ordinary Love" – 4:01 (regizat de Sophie Muller) - "Cherish the Day" – 4:23 (regizat de Albert Watson) - "Kiss of Life" – 4:11 (regizat de Albert Watson) - "Feel No Pain" – 3:47 (regizat de Albert Watson) Lovers Rock (2000) - "By Your Side" – 4:25 (regizat de Sophie Muller) - "King of Sorrow" – 4:40 (regizat de Sophie Muller) Voices for Darfur (2005) - "Mum" – 2:42 (regizor/editor necunoscut, uses footage from Darfur) Soldier of Love (2010) - "Soldier of Love" – 4:59 (regizat de Sophie Muller) - "Babyfather" – 4:10 (regizat de Sophie Muller) The Ultimate Collection (2011) - "Love is Found" – 4:08 (regizat de Sophie Muller) |

## Premii și nominalizări

### Premiile Grammy
| An   | Beneficiar                       | Premiu                                             | Rezultat     |
| ---- | -------------------------------- | -------------------------------------------------- | ------------ |
| 1986 | Sade                             | Best New Artist                                    | Câștigat     |
| 1987 | Promise                          | Best R&B Performance by a Duo or Group with Vocals | Nominalizare |
| 1994 | "No Ordinary Love"               | Best R&B Performance by a Duo or Group with Vocals | Câștigat     |
| 1995 | "Please Send Me Someone to Love" | Best R&B Performance by a Duo or Group with Vocals | Nominalizare |
| 2002 | "By Your Side"                   | Best Female Pop Vocal Performance                  | Nominalizare |
| 2002 | Lovers Rock                      | Best Pop Vocal Album                               | Câștigat     |
| 2011 | "Babyfather"                     | Best Pop Performance by a Duo or Group with Vocals | Nominalizare |
| 2011 | "Soldier of Love"                | Best R&B Performance by a Duo or Group with Vocals | Câștigat     |
| 2013 | Bring Me Home: Live 2011         | Best Long Form Music Video                         | Nominalizare |

### American Music Awards
| An   | Beneficiar      | Premiu                                | Rezultat     |
| ---- | --------------- | ------------------------------------- | ------------ |
| 1986 | Sade            | Favorite Soul/R&B Female Video Artist | Nominalizare |
| 1989 | Sade            | Favorite Soul/R&B Female Artist       | Nominalizare |
| 2002 | Sade            | Favorite Adult Contemporary Artist    | Câștigat     |
| 2010 | Soldier of Love | Favorite Soul/R&B Female Artist       | Nominalizare |
| 2010 | Soldier of Love | Favorite Soul/R&B Album               | Nominalizare |

### BRIT Awards
| An   | Beneficiar   | Premiu                     | Rezultat     |
| ---- | ------------ | -------------------------- | ------------ |
| 1985 | Diamond Life | British Album              | Câștigat     |
| 2001 | Sade         | British Female Solo Artist | Nominalizare |
| 2002 | Sade         | British Female Solo Artist | Nominalizare |
| 2010 | Diamond Life | BRITs Album of 30 Years    | Nominalizare |

### MTV Video Music Awards
| An   | Beneficiar        | Premiu            | Rezultat     |
| ---- | ----------------- | ----------------- | ------------ |
| 1985 | "Smooth Operator" | Best Female Video | Nominalizare |
| 1985 | "Smooth Operator" | Best New Artist   | Nominalizare |

### Soul Train Music Awards
| An   | Beneficiar          | Premiu                                                      | Rezultat     |
| ---- | ------------------- | ----------------------------------------------------------- | ------------ |
| 1987 | Promise             | Best Jazz Album, Solo                                       | Nominalizare |
| 1989 | Stronger Than Pride | Best R&B/Soul Album, Female                                 | Nominalizare |
| 1989 | Stronger Than Pride | Soul Train Music Award for Best Jazz Album, Best Jazz Album | Nominalizare |
| 1993 | Love Deluxe         | Best R&B/Soul Album, Female                                 | Nominalizare |
| 2001 | Lovers Rock         | Best R&B/Soul Album, Female                                 | Nominalizare |
| 2010 | Soldier of love     | Best R&B/Soul song, of Year                                 | Nominalizare |
| 2010 | Soldier of love     | Best R&B/Soul Album, of Year                                | Nominalizare |